# Biełarusbank
Biełarusbank (biał. Беларусбанк; ros. Беларусбанк, Biełarusbank; ang. Belarusbank), Otwarta Spółka Akcyjna Bank Oszczędnościowy Biełarusbank (biał. Адкрытае акцыянернае таварыства «Ашчадны банк «Беларусбанк», ros. Открытое акционерное общество «Сберегательный банк «Беларусбанк») – białoruski bank uniwersalny. Jest on największym bankiem działającym na Białorusi pod względem poziomu kapitału własnego, aktywów, kredytów i depozytów. Jest największą nierosyjską instytucją bankową we Wspólnocie Niepodległych Państw pod względem aktywów i jednym z dziesięciu największych banków WNP oraz 12 największym bankiem w Europie Środkowo-Wschodniej pod względem kapitału. Jest pod sankcjami Unii Europejskiej od lata 2021 r.
Z oferty Biełarusbanku korzystają zarówno duże białoruskie przedsiębiorstwa, mali i średni przedsiębiorcy (bank obsługuje ponad 80 tys. przedsiębiorstw i osób prawnych), jak i klienci indywidualni.
Biełarusbank zajmuje się także obrotem metalami szlachetnymi oraz sprzedażą ubezpieczeń.

## Udziałowcy i władze
Głównym udziałowcem banku jest Komitet Mienia Państwowego Republiki Białorusi, będący przedstawicielem państwa białoruskiego. Posiada on 98,76% akcji banku. Ponadto do jednostek administracyjno-terytorialnych należy 1,06% akcji.
W skład zarządu banku wchodzą:
- prezes zarządu,
- I wiceprezes zarządu,
- 5 wiceprezesów zarządu,
- główny księgowy[1].

Czynności nadzoru banku sprawuje 8-osobowa rada nadzorcza, wśród których jest trzech przedstawicieli rządu białoruskiego.

## Historia

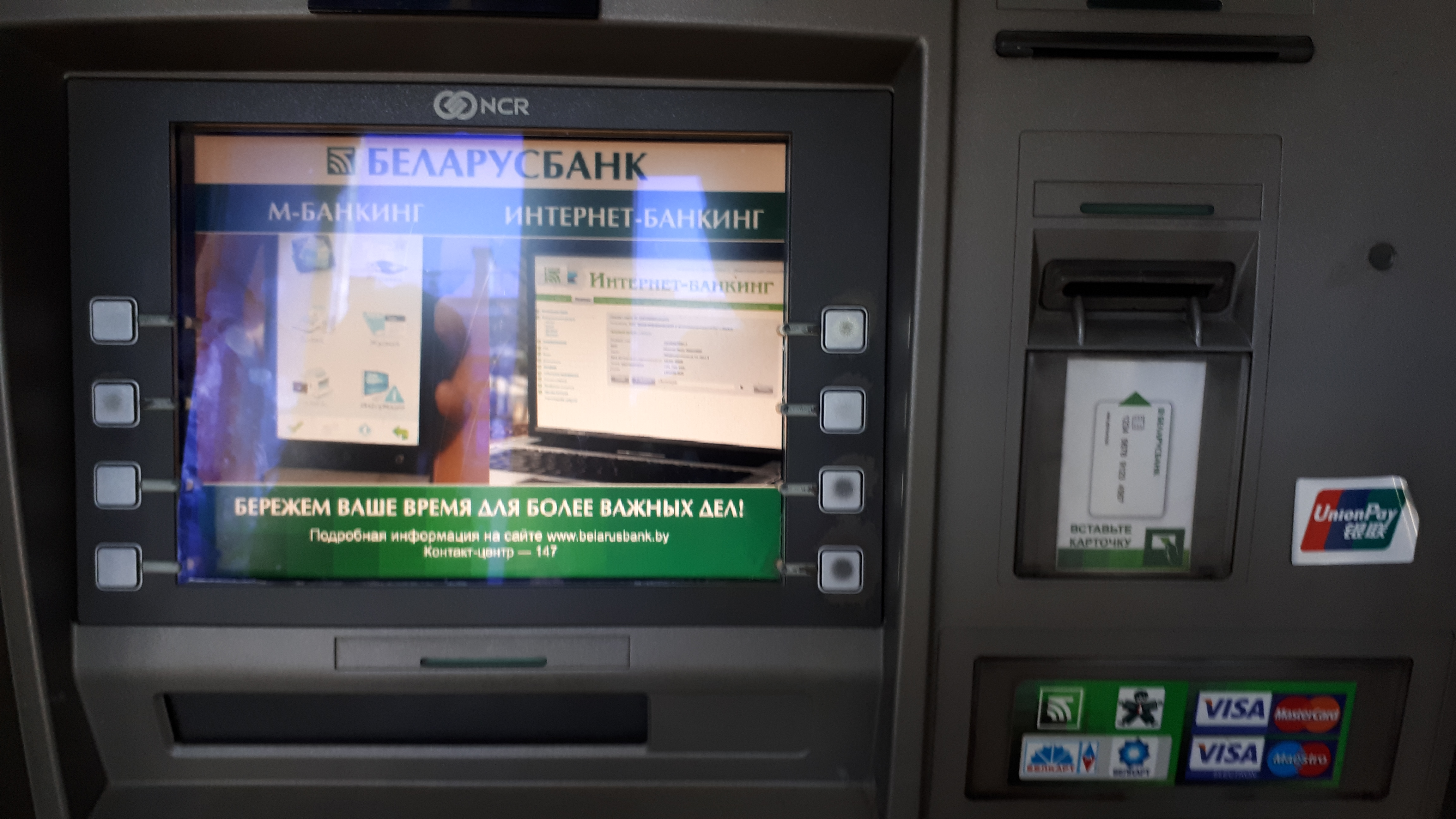
Bankomat Biełarusbanku

Biełarusbank swoje tradycje wywodzi z powstałych na mocy decyzji Rady Komisarzy Ludowych Rosyjskiej Federacyjnej Socjalistycznej Republiki Radzieckiej z dnia 26 grudnia 1922 kas oszczędnościowych, a w szczególności od powstałej w 1923 w Mińsku Głównej Kasy Oszczędnościowej nr 16. W czasach komunizmu kasy oszczędnościowe były główną instytucją wykonującą operacje depozytowo-pożyczkowe dla przedsiębiorstw i klientów indywidualnych oraz posiadały rozbudowaną sieć placówek. W latach 80. XX w. na ich bazie powstał Białoruski Republikański Bank Oszczędnościowy ZSRR.
Po upadku Związku Sowieckiego i powstaniu w 1991 niepodległej Białorusi przyjęto nazwę Bank Oszczędnościowy Republiki Białorusi. Zaczął on działać w nowej rzeczywistości gospodarczej, przystosowując swoją ofertę również dla małych i średnich przedsiębiorstw prywatnych.
30 sierpnia 1995 dekretem prezydenta Białorusi Alaksandra Łukaszenki połączono Bank Oszczędnościowy Republiki Białorusi i Akcyjny Bank Komercyjny Biełarusbank. Nowa instytucja przyjęła nazwę Otwarta Spółka Akcyjna Bank Oszczędnościowy Biełarusbank. W kolejnym roku przejęto dwa kolejne banki, umacniając pozycję Biełarusbanku jako lidera sektora bankowego państwa. W 1997 Biełarusbank otworzył swoje pierwsze przedstawicielstwa zagraniczne w Warszawie i w Moskwie.
Kolejne lata to okres unowocześniania banku i dostosowywania go do europejskich standardów bankowości. W 1997 bank umożliwił swoim klientom płatności w systemie Mastercard, a w 2000 również w systemie Visa. W 2008 wprowadzono usługę bankowości mobilnej.
Polityka banku została doceniona przez zagraniczne agencje ratingowe. Biełarusbank został również członkiem międzynarodowych organizacji bankowych. Podpisał umowy o współpracy z bankami w ponad 30 krajach oraz z zagranicznymi giełdami: w 2008 z Börse Frankfurt i w 2009 z Giełdą Papierów Wartościowych w Warszawie, dzięki czemu mógł zaoferować swoim klientom wejście na międzynarodowy rynek kapitałowy.
W 2011 Biełarusbank wszedł na listę 25 największych banków w Europie Środkowo-Wschodniej pod względem kapitału.
Obecnie Biełarusbank oferuje swoim klientom nowoczesne produkty bankowe, zgodne z europejskimi standardami bankowości.

### Sankcje z UE
24 czerwca 2021 roku został wpisany na „Czarną listę UE”. Sankcje Unii Europejskiej obejmują ograniczenia związanych ze zbywalnymi papierami wartościowymi i instrumentami rynku pieniężnego, zaciągania pożyczek na rynkach UE oraz dostępność pożyczek lub kredytów o terminie zapadalności przekraczającym 90 dni od europejskich partnerów biznesowych. 20 sierpnia 2021 roku Fitch Ratings przyznała bankowi ocenę „B” z perspektywą negatywną. Jednocześnie agencja wycofała rating ze względu na umieszczenie banku na liście sankcyjnej i zapowiedziała, że nie będzie już oceniać ani w inny sposób analizować działalności Biełarusbanku. W sierpniu tego samego roku Szwajcaria przystąpiła do unijnych sankcji.
W październiku 2022 roku Ukraina nałożyła sankcje na bank, a w styczniu 2023 roku na jego spółkę zależną ASB Leasing. W 2022 i 2023 roku bank podlegał kanadyjskim sankcjom.

## Placówki

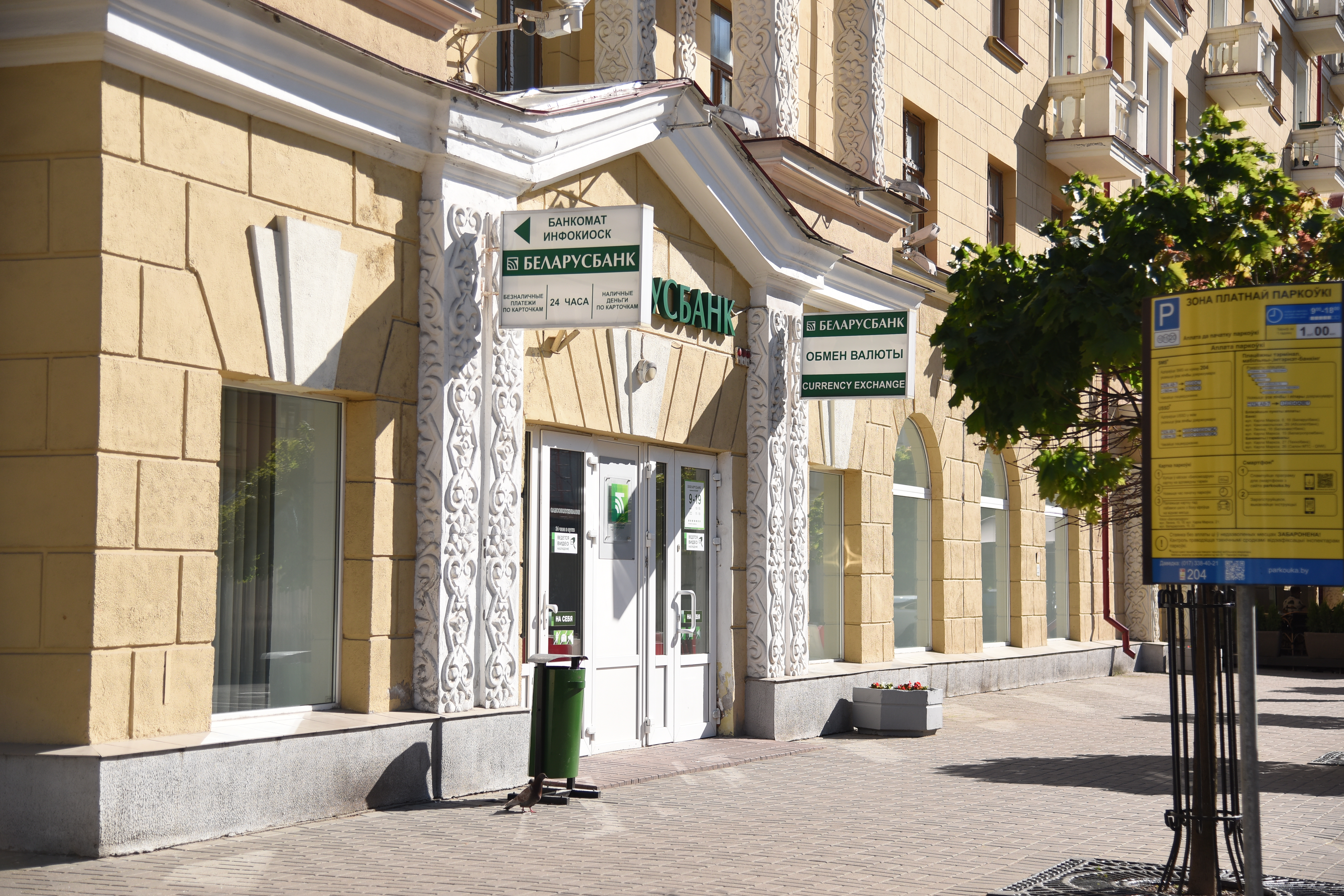
Placówka banku w Mińsku

Bank posiada 1133 oddziałów, 116 centrów usług bankowych, 100 kantorów oraz 10 placówek będących centrami administracyjnymi (krajowymi i regionalnymi) instytucji.

### Przedstawicielstwa zagraniczne
Pierwsze placówki poza granicami Białorusi Biełarusbank otworzył w 1997 w Warszawie i w Moskwie. W 2003 powstało przedstawicielstwo banku we Frankfurcie nad Menem, a w 2007 w Pekinie. Warszawskie przedstawicielstwo funkcjonowało do 2016, a moskiewskie do 2018.